# Minamoto no Yorimitsu

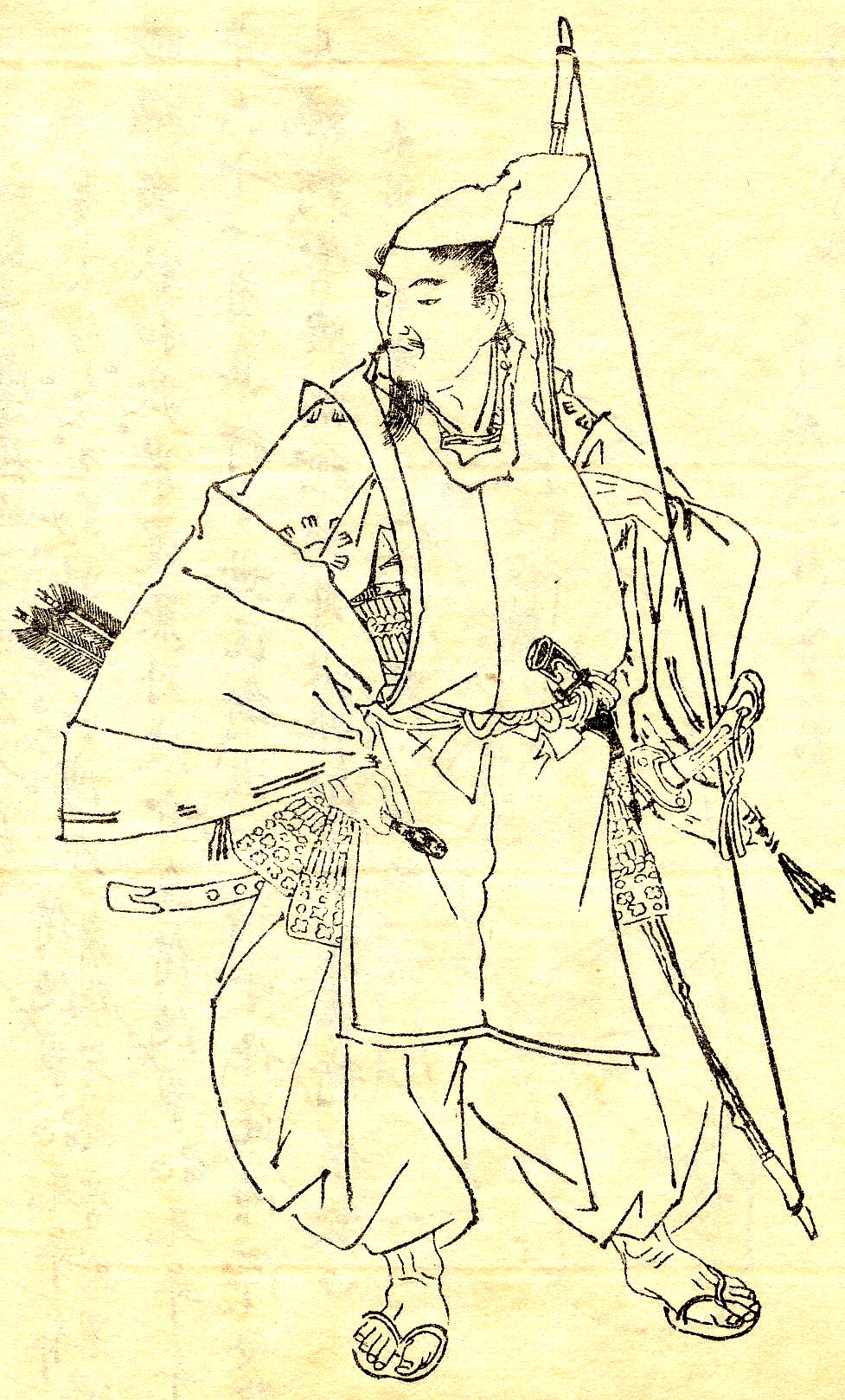
Minamoto no Yorimitsu

Minamoto no Yorimitsu (japanisch 源 頼光, Vorname auch  Raikō gelesen; geboren 948 in Heian-kyō; gestorben 29. August 1021 daselbst) war ein japanischer Militärbefehlshaber und Gouverneur während der mittleren Heian-Zeit.

## Leben und Wirken
Minamoto no Yorimitsu war der älteste Sohn von Minamoto no Mitsunaka (源 満仲; 9012–997). Er ist der Begründer der Settsu-Genji (摂津源氏). Er diente Kaiser Sanjō während der Tōgū-Ära (東宮時代) über 20 Jahre lang. Während dieser Zeit befahl man ihm am Tōgū-Schrein (東宮), mit einem Pfeil diagonal auf einen auf der Westseite der Halle schlafenden Fuchs zu schießen, was ihm auch gelang.
Im Jahr 988 schenkte Regent Fujiwara no Kaneie seinen Gästen bei einem Fest zur Fertigstellung des Palastes 30 Pferde. 1018 überreichte Yorimitsu Kaneies Sohn Michinaga alle Möbel und Einrichtungsgegenstände, als dieser den Palast Tsuchimikadoden (土御門殿) wiederaufbaute. Sein Dienst für die Familie Sekkan (摂関家) ist herausragend, wahrscheinlich stellte er finanziellen Mitteln bereit, die er während seiner Zeit als Gouverneur der Provinz Tajima, der Provinz Mino und anderer Provinzen erworben hatte.
Als Yorimitsu Gouverneur der Provinz Mino wurde, tauschte er Briefe mit Oe no Masahira (大江 匡衡; 952–1012) aus, der Gouverneur der Provinz Owari im Nachbarland geworden war, um sich gegenseitig zu ihren Neuanfängen zu gratulieren, wie im „Honchō Bunsui“ (本朝文粋), Band 7 zu lesen ist. Wie sein Vater hatte er einen Wohnsitz im Stadtviertel Sakyō-Ichijō (左京一条) der Hauptstadt Heian-kyō. Eine Zeit lang nahm er Fujiwara no Michitsuna (藤原 道綱; 955–1020) als seinen Schwiegersohn auf und ließ ihn dort leben.
Die Geschichte, dass er den Teufel „Kidōmaru“ (鬼同丸) enthauptet habe, und die Geschichte vom Teufel „Shuten-dōji“ (酒呑童子) legen nahe, dass er ein wilder Krieger war. Aber dies kann natürlich nicht in der offiziellen Geschichtsschreibung gefunden werden. Die wahre Geschichte ist, dass er als eine Art Leibwächter, als Vasall des Sekkan-Familie diente. Seine Fähigkeiten als Krieger werde in dem Werk „Konjaku Monogatari“ gefeiert.